# Chūō-Schnellbahnlinie
| Triebzug der JR-Baureihe E233 bei Tokio |                   |                                        |                                        |
| |                   |                                        |                                        |
| Streckenlänge: | 53,1 km           |                                        |                                        |
| Spurweite: | 1067 mm (Kapspur) |                                        |                                        |
| Stromsystem: | 1500 V =          |                                        |                                        |
| Streckengeschwindigkeit: | 130 km/h          |                                        |                                        |
| Zweigleisigkeit: | ganze Strecke     |                                        |                                        |
| |                   |                                        |                                        |
| Gesellschaft: | JR East           |                                        |                                        |
| \| \| 0,0 \| Tokio \| 1914– \| \| \| \| ↔ Sōbu-Schnellbahnlinie \| 1972– \| \| \| \| Stadtautobahn Tokio (Yaesu-Linie) \| \| \| \| \| Nihombashi-gawa \| \| \| \| 1,3 \| Kanda (神田) \| 1919– \| \| \| \| ← Tōhoku-Shinkansen \| \| \| \| \| ← Tōhoku-Hauptlinie (Ueno-Tokio-Linie) \| \| \| \| \| ← Keihin-Tōhoku-Linie \| \| \| \| 1,9 \| Manseibashi (万世橋) \| 1912–1943 \| \| \| 2,1 \| Shōheibashi (昌平橋) \| 1908–1912 \| \| \| \| ← Chūō-Sōbu-Linie \| \| \| \| 2,6 \| Ochanomizu (御茶ノ水) \| 1904– \| \| \| \| \| \| \| \| \| Suidōbashi (水道橋) \| \| \| \| \| Stadtautobahn Tokio (Ikebukuro-Linie) \| \| \| \| \| Iidamachi (飯田町) \| 1895–1999 \| \| \| \| Iidabashi (飯田橋) \| \| \| \| 4,6 \| Ushigome (牛込) \| Ushigome (牛込) \| \| \| \| Ichigaya (市ケ谷) \| \| \| \| \| \| \| \| \| \| \| \| \| \| 6,6 \| Yotsuya (四ツ谷) \| 1894– \| \| \| \| ↔ Marunouchi-Linie \| 1956– \| \| \| \| Gōshō-Tunnel \| \| \| \| \| Shinanomachi (信濃町) \| \| \| \| \| Aoyama (青山) \| 1915 \| \| \| \| Sendagaya (千駄ケ谷) \| \| \| \| \| Shinjuku-Gyoen (新宿御苑) \| 1927 \| \| \| \| \| \| \| \| \| \| \| \| \| \| → Yamanote-Güterlinie \| \| \| \| \| → Yamanote-Linie \| 1885– \| \| \| \| Yoyogi (代々木) \| \| \| \| \| \| \| \| \| \| → Odawara-Linie \| 1927– \| \| \| 10,3 \| Shinjuku (新宿) \| 1885– \| \| \| \| → Keiō-Linie \| 1913– \| \| \| \| ← Yamanote-Güterlinie \| \| \| \| \| \| \| \| \| \| ← Yamanote-Linie \| \| \| \| \| Ōkubo (大久保) \| \| \| \| \| Kanda-gawa \| \| \| \| \| Higashi-Nakano (東中野) \| \| \| \| \| ← Tōzai-Linie \| 1966– \| \| \| 14,7 \| Nakano (中野) \| 1889– \| \| \| \| Depot Nakano \| \| \| \| 16,1 \| Kōenji (高円寺) \| 1922– \| \| \| 17,3 \| Asagaya (阿佐ケ谷) \| 1922– \| \| \| 18,7 \| Ogikubo (荻窪) \| 1891– \| \| \| \| Zenpukuji-gawa \| \| \| \| 20,6 \| Nishi-Ogikubo (西荻窪) \| 1922– \| \| \| \| → Keiō Inokashira-Linie \| 1933– \| \| \| 22,5 \| Kichijōji (吉祥寺) \| 1899– \| \| \| 24,1 0,0* \| Mitaka (三鷹) \| 1930– \| \| \| \| \| \| \| \| \| Betriebswerk Mitaka \| \| \| \| 3,2* \| Musashino-Kyōgijō-mae \| Musashino-Kyōgijō-mae \| \| \| \| (武蔵野競技場前) \| 1951–1959 \| \| \| \| Kläranlage Sakai \| –1967 \| \| \| 25,7 \| Musashi-Sakai (武蔵境) \| 1889– \| \| \| \| → Seibu Tamagawa-Linie \| 1917– \| \| \| 27,0 \| Signalstation Sakai \| –1937 \| \| \| 29,1 \| Higashi-Koganei (東小金井) \| 1964– \| \| \| 29,1 \| Musashi-Koganei \| Musashi-Koganei \| \| \| \| (武蔵小金井) \| 1926– \| \| \| \| Depot Musashi-Koganei \| \| \| \| \| ← Seibu Tamako-Linie \| 1928– \| \| \| 31,4 \| Kokubunji (国分寺) \| 1889– \| \| \| \| ← Seibu Kokubunji-Linie \| 1894– \| \| \| \| → Shimogawara-Linie \| 1920–1976 \| \| \| 32,8 \| Nishi-Kokubunji (西国分寺) \| 1973– \| \| \| \| \| \| \| \| \| ↔ Musashino-Linie \| 1973– \| \| \| 34,5 \| Kunitachi (国立) \| 1926– \| \| \| \| Eisenbahntechnik-Forschungsinstitut \| \| \| \| \| Tachikawa Air Base \| \| \| \| \| → Nambu-Linie \| 1929– \| \| \| 37,5 \| Tachikawa (立川) \| 1889– \| \| \| \| ↔ Einschienenbahn Tama \| 1998– \| \| \| \| ← Ōme-Linie \| 1894– \| \| \| \| Signalstation Tamagawara \| \| \| \| \| Güterbahnhof Tamagawara \| 1916–1946 \| \| \| \| Tama-gawa \| \| \| \| 40,8 \| Hino (日野) \| 1890– \| \| \| \| Chūō-Autobahn \| \| \| \| 43,1 \| Toyoda (豊田) \| 1901– \| \| \| \| Betriebswerk Toyoda \| \| \| \| \| Asa-gawa \| \| \| \| \| ← Hachikō-Linie \| 1931– \| \| \| \| ↔ Keiō-Linie \| 1925– \| \| \| \| → Yokohama-Linie \| 1908– \| \| \| \| Hachiōji (八王子) \| 1889–1901 \| \| \| \| \| \| \| \| 47,4 \| Hachiōji (八王子) \| 1901– \| \| \| 49,8 \| Nishi-Hachiōji (西八王子) \| 1939– \| \| \| \| ↔ Keiō Goryō-Linie \| 1931–1964 \| \| \| 52,0 \| Higashi-Asakawa (東浅川) \| 1927–1960 \| \| \| \| → Keiō Takao-Linie \| 1967– \| \| \| 53,1 \| Takao (高尾) \| 1901– \| \| \| \| \| \| \| \| \| ↓ Chūō-Hauptlinie nach Nagoya \| \| |                   |                                        |                                        |
| | 0,0               | Tokio                                  | 1914–                                  |
| Kreuzung mit Tunnelstrecke · Kreuzung mit Tunnelstrecke · Kreuzung mit Tunnelstrecke · Kreuzung mit Tunnelstrecke |                   | ↔ Sōbu-Schnellbahnlinie                | 1972–                                  |
| |                   | Stadtautobahn Tokio (Yaesu-Linie)      |                                        |
| Brücke über Wasserlauf · Brücke über Wasserlauf · Brücke über Wasserlauf · Brücke über Wasserlauf |                   | Nihombashi-gawa                        | Nihombashi-gawa                        |
| Strecke · Strecke | 1,3               | Kanda (神田)                           | 1919–                                  |
| Strecke nach halbrechts · Strecke · Strecke · Strecke |                   | ← Tōhoku-Shinkansen                    | ← Tōhoku-Shinkansen                    |
| Strecke nach halbrechts · Strecke nach halbrechts · Strecke nach halbrechts |                   | ← Tōhoku-Hauptlinie (Ueno-Tokio-Linie) | ← Tōhoku-Hauptlinie (Ueno-Tokio-Linie) |
| Strecke nach halbrechts und von halblinks · Strecke von halblinks und von halbrechts |                   | ← Keihin-Tōhoku-Linie                  | ← Keihin-Tōhoku-Linie                  |
| ehemaliger Bahnhof | 1,9               | Manseibashi (万世橋)                   | 1912–1943                              |
| ehemaliger Haltepunkt / Haltestelle | 2,1               | Shōheibashi (昌平橋)                   | 1908–1912                              |
| Strecke von halbrechts · Strecke |                   | ← Chūō-Sōbu-Linie                      | ← Chūō-Sōbu-Linie                      |
| | 2,6               | Ochanomizu (御茶ノ水)                  | 1904–                                  |
| |                   |                                        |                                        |
| Haltepunkt / Haltestelle · Strecke |                   | Suidōbashi (水道橋)                    | Suidōbashi (水道橋)                    |
| |                   | Stadtautobahn Tokio (Ikebukuro-Linie)  |                                        |
| Strecke · Abzweig geradeaus und ehemals von links · Betriebs-/Güterbahnhof Streckenende und quer (Strecke außer Betrieb) |                   | Iidamachi (飯田町)                     | 1895–1999                              |
| Haltepunkt / Haltestelle · Strecke |                   | Iidabashi (飯田橋)                     | Iidabashi (飯田橋)                     |
| Strecke · ehemaliger Bahnhof | 4,6               | Ushigome (牛込)                        | Ushigome (牛込)                        |
| Haltepunkt / Haltestelle · Strecke |                   | Ichigaya (市ケ谷)                      | Ichigaya (市ケ谷)                      |
| Strecke nach halblinks · Strecke nach halbrechts |                   |                                        |                                        |
| Strecke von halblinks · Strecke von halbrechts |                   |                                        |                                        |
| | 6,6               | Yotsuya (四ツ谷)                       | 1894–                                  |
| Kreuzung mit U-Bahn geradeaus unten · Kreuzung mit U-Bahn geradeaus unten |                   | ↔ Marunouchi-Linie                     | 1956–                                  |
| Tunnel · Tunnel |                   | Gōshō-Tunnel                           | Gōshō-Tunnel                           |
| Strecke · Haltepunkt / Haltestelle |                   | Shinanomachi (信濃町)                  | Shinanomachi (信濃町)                  |
| Strecke · Abzweig geradeaus und ehemals von links · Haltepunkt / Haltestelle Streckenende und quer (Strecke außer Betrieb) |                   | Aoyama (青山)                          | 1915                                   |
| Strecke · Haltepunkt / Haltestelle |                   | Sendagaya (千駄ケ谷)                   | Sendagaya (千駄ケ谷)                   |
| Haltepunkt / Haltestelle Streckenanfang und quer (Strecke außer Betrieb) · Abzweig geradeaus und ehemals von rechts · Strecke |                   | Shinjuku-Gyoen (新宿御苑)              | 1927                                   |
| Strecke nach halbrechts · Strecke nach halbrechts |                   |                                        |                                        |
| Strecke von halblinks · Strecke von halblinks und von halbrechts |                   |                                        |                                        |
| Abzweig geradeaus und von links · Kreuzung geradeaus oben · Strecke quer |                   | → Yamanote-Güterlinie                  | → Yamanote-Güterlinie                  |
| Strecke · Strecke · Strecke von links |                   | → Yamanote-Linie                       | 1885–                                  |
| Strecke · Haltepunkt / Haltestelle · Haltepunkt / Haltestelle |                   | Yoyogi (代々木)                        | Yoyogi (代々木)                        |
| Strecke · Strecke nach halblinks · Strecke nach halbrechts |                   |                                        |                                        |
| Strecke · Strecke von halblinks · Strecke von halbrechts · Strecke von links |                   | → Odawara-Linie                        | 1927–                                  |
| | 10,3              | Shinjuku (新宿)                        | 1885–                                  |
| Strecke · Strecke · Strecke · Kopfbahnhof Streckenanfang und quer (im Tunnel) |                   | → Keiō-Linie                           | 1913–                                  |
| Abzweig geradeaus und nach halbrechts · Strecke · Strecke |                   | ← Yamanote-Güterlinie                  | ← Yamanote-Güterlinie                  |
| Strecke nach halblinks · Strecke nach halbrechts · Strecke |                   |                                        |                                        |
| Strecke nach rechts und von halblinks · Strecke von halbrechts · Strecke |                   | ← Yamanote-Linie                       | ← Yamanote-Linie                       |
| Strecke · Haltepunkt / Haltestelle |                   | Ōkubo (大久保)                         | Ōkubo (大久保)                         |
| Brücke über Wasserlauf · Brücke über Wasserlauf |                   | Kanda-gawa                             | Kanda-gawa                             |
| Strecke · Haltepunkt / Haltestelle |                   | Higashi-Nakano (東中野)                | Higashi-Nakano (東中野)                |
| Kreuzung mit U-Bahn geradeaus oben · Abzweig mit U-Bahn geradeaus und von rechts |                   | ← Tōzai-Linie                          | 1966–                                  |
| Betriebsstelle Streckenanfang | 14,7              | Nakano (中野)                          | 1889–                                  |
| Strecke |                   | Depot Nakano                           | Depot Nakano                           |
| | 16,1              | Kōenji (高円寺)                        | 1922–                                  |
| Bahnhof · Bahnhof | 17,3              | Asagaya (阿佐ケ谷)                     | 1922–                                  |
| | 18,7              | Ogikubo (荻窪)                         | 1891–                                  |
| Brücke über Wasserlauf · Brücke über Wasserlauf |                   | Zenpukuji-gawa                         | Zenpukuji-gawa                         |
| Bahnhof · Bahnhof | 20,6              | Nishi-Ogikubo (西荻窪)                 | 1922–                                  |
| Strecke · Strecke · Strecke von links |                   | → Keiō Inokashira-Linie                | 1933–                                  |
| | 22,5              | Kichijōji (吉祥寺)                     | 1899–                                  |
| Bahnhof · Bahnhof | 24,1 0,0*         | Mitaka (三鷹)                          | 1930–                                  |
| |                   |                                        |                                        |
| Strecke · Betriebsstelle Streckenende |                   | Betriebswerk Mitaka                    | Betriebswerk Mitaka                    |
| Kopfbahnhof Streckenanfang und quer (Strecke außer Betrieb) · Abzweig geradeaus und ehemals nach rechts | 3,2*              | Musashino-Kyōgijō-mae                  | Musashino-Kyōgijō-mae                  |
| Verschwenkung nach links |                   | (武蔵野競技場前)                       | 1951–1959                              |
| Betriebsstelle Streckenanfang und quer (Strecke außer Betrieb) · Abzweig geradeaus und ehemals von rechts |                   | Kläranlage Sakai                       | –1967                                  |
| | 25,7              | Musashi-Sakai (武蔵境)                 | 1889–                                  |
| |                   | → Seibu Tamagawa-Linie                 | 1917–                                  |
| ehemalige Blockstelle | 27,0              | Signalstation Sakai                    | –1937                                  |
| Bahnhof | 29,1              | Higashi-Koganei (東小金井)             | 1964–                                  |
| Bahnhof | 29,1              | Musashi-Koganei                        | Musashi-Koganei                        |
| Strecke |                   | (武蔵小金井)                           | 1926–                                  |
| Betriebsstelle Streckenanfang und quer · Abzweig geradeaus und nach rechts |                   | Depot Musashi-Koganei                  | Depot Musashi-Koganei                  |
| Strecke |                   | ← Seibu Tamako-Linie                   | 1928–                                  |
| Kopfbahnhof Streckenende und quer · Bahnhof | 31,4              | Kokubunji (国分寺)                     | 1889–                                  |
| Abzweig geradeaus und nach rechts |                   | ← Seibu Kokubunji-Linie                | 1894–                                  |
| Abzweig geradeaus und ehemals nach links |                   | → Shimogawara-Linie                    | 1920–1976                              |
| | 32,8              | Nishi-Kokubunji (西国分寺)             | 1973–                                  |
| Strecke quer (im Tunnel) · Kreuzung geradeaus unten |                   |                                        |                                        |
| Strecke quer (im Tunnel) · Abzweig geradeaus und von rechts |                   | ↔ Musashino-Linie                      | 1973–                                  |
| Bahnhof | 34,5              | Kunitachi (国立)                       | 1926–                                  |
| Betriebsstelle Streckenanfang und quer (Strecke außer Betrieb) · Abzweig geradeaus und ehemals nach rechts |                   | Eisenbahntechnik-Forschungsinstitut    | Eisenbahntechnik-Forschungsinstitut    |
| Betriebsstelle Streckenanfang und quer (Strecke außer Betrieb) · Abzweig geradeaus und ehemals von rechts |                   | Tachikawa Air Base                     | Tachikawa Air Base                     |
| Abzweig geradeaus und von links |                   | → Nambu-Linie                          | 1929–                                  |
| Bahnhof | 37,5              | Tachikawa (立川)                       | 1889–                                  |
| Kreuzung mit U-Bahn geradeaus unten |                   | ↔ Einschienenbahn Tama                 | 1998–                                  |
| Abzweig geradeaus und nach rechts |                   | ← Ōme-Linie                            | 1894–                                  |
| ehemalige Blockstelle |                   | Signalstation Tamagawara               | Signalstation Tamagawara               |
| Betriebs-/Güterbahnhof Streckenanfang und quer (Strecke außer Betrieb) · Abzweig geradeaus und ehemals nach rechts |                   | Güterbahnhof Tamagawara                | 1916–1946                              |
| Brücke über Wasserlauf |                   | Tama-gawa                              | Tama-gawa                              |
| Haltepunkt / Haltestelle | 40,8              | Hino (日野)                            | 1890–                                  |
| |                   | Chūō-Autobahn                          |                                        |
| Bahnhof | 43,1              | Toyoda (豊田)                          | 1901–                                  |
| Abzweig geradeaus und nach links · Betriebsstelle Streckenende und quer |                   | Betriebswerk Toyoda                    | Betriebswerk Toyoda                    |
| Brücke über Wasserlauf |                   | Asa-gawa                               | Asa-gawa                               |
| Abzweig geradeaus und von rechts |                   | ← Hachikō-Linie                        | 1931–                                  |
| Kreuzung geradeaus oben |                   | ↔ Keiō-Linie                           | 1925–                                  |
| Strecke · Strecke von links |                   | → Yokohama-Linie                       | 1908–                                  |
| Kopfbahnhof Streckenanfang und quer (Strecke außer Betrieb) · Abzweig geradeaus und ehemals nach rechts · Strecke |                   | Hachiōji (八王子)                      | 1889–1901                              |
| |                   |                                        |                                        |
| | 47,4              | Hachiōji (八王子)                      | 1901–                                  |
| Haltepunkt / Haltestelle | 49,8              | Nishi-Hachiōji (西八王子)              | 1939–                                  |
| Kreuzung geradeaus unten (Querstrecke außer Betrieb) |                   | ↔ Keiō Goryō-Linie                     | 1931–1964                              |
| ehemaliger Haltepunkt / Haltestelle | 52,0              | Higashi-Asakawa (東浅川)               | 1927–1960                              |
| Strecke · Strecke von links |                   | → Keiō Takao-Linie                     | 1967–                                  |
| | 53,1              | Takao (高尾)                           | 1901–                                  |
| Strecke · Strecke nach links |                   |                                        |                                        |
| Strecke |                   | ↓ Chūō-Hauptlinie nach Nagoya          | ↓ Chūō-Hauptlinie nach Nagoya          |

Als Chūō-Schnellbahnlinie (jap. 中央線快速, Chūō-sen kaisoku; engl. Chūō Line (Rapid)) wird jener Teil der Chūō-Hauptlinie bezeichnet, der auf dem Gebiet der Präfektur Tokio liegt. Sie wird von der Bahngesellschaft JR East betrieben und gehört zu den am intensivsten genutzten Bahnstrecken Japans. Vom Bahnhof Tokio aus führt sie über Shinjuku und Tachikawa nach Takao. Dabei wird sie auf dem viergleisig ausgebauten Abschnitt zwischen den Bahnhöfen Ochanomizu und Mitaka von der parallel verlaufenden Chūō-Sōbu-Linie ergänzt, die in diesem Bereich den gesamten Nahverkehr übernimmt. Die Bezeichnung „Schnellbahnlinie“ bezieht sich auf die Tatsache, dass die Züge auf der eigentlichen Chūō-Hauptlinie zwischen Tokio und Nakano als Schnell- oder Eilzug geführt werden.
Die allgemeinen Merkmale und die Geschichte der Gesamtstrecke Tokio–Nagoya werden im Hauptartikel behandelt.

## Streckenbeschreibung
Die 53,1 km lange Strecke ist in Kapspur (1067 mm) verlegt und auf ihrer gesamten Länge mit 1500 V Gleichspannung elektrifiziert. Östlicher Ausgangspunkt ist der Bahnhof Tokio. Von dort aus führt die Strecke zunächst parallel zur Yamanote-Linie nordwärts zum Bahnhof Kanda. Sie biegt dort nach Westen ab und fährt durch den ehemaligen Bahnhof Manseibashi, der bis 1919 Endstation war. Im Bahnhof Ochanomizu, wo der viergleisige Abschnitt beginnt, vereinigt sie sich mit der Chūō-Sōbu-Linie. Entlang dem Fluss Kanda und dem Sotobori (ehemaliger äußerer Stadtgraben von Edo) wird das Tokioter Stadtzentrum quer durchfahren. Nachdem die Strecke den Palast Akasaka und das Nationalstadion passiert hat, trifft sie westlich des Shinjuku Gyoen wieder auf die Yamanote-Linie.
In Süd-Nord-Richtung durchquert die Chūō-Schnellbahnlinie den Bahnhof Shinjuku, einen der bedeutendsten Bahnhöfe der Welt. Anschließend wendet sie sich wieder nach Westen und durchfährt dicht besiedelte Vororte. Der viergleisige Abschnitt (und somit auch die Chūō-Sōbu-Linie) endet im Bahnhof Mitaka. Unmittelbar nach dem Bahnhof Tachikawa biegt die Strecke nach Süden ab. Sie überquert die Flüsse Tama und Asakawa, woraufhin sie sie erneut eine westliche Richtung einschlägt. Endpunkt und zugleich Übergang zur eigentlichen Chūō-Hauptlinie ist der Bahnhof Takao, kurz vor der Grenze zur Präfektur Yamanashi.

## Züge

Übersicht des Zugangebots auf der Chūō-Schnellbahnlinie

Der Nahverkehr auf der Chūō-Schnellbahnlinie gehört zu den dichtesten des gesamten Landes und besteht aus einem komplexen System von Eil- und Nahverkehrszügen. Obwohl die Bezeichnung offiziell nur den Abschnitt zwischen Tokio und Takao umfasst, verkehren einige Züge weiter bis Ōtsuki, während andere in Tachikawa auf die Ōme-Linie weitergeleitet werden. Die Züge der Chūō-Schnellbahnlinie bedienen die kleineren Bahnhöfe zwischen Ochanomizu und Nakano nicht, ihre Erschließung übernimmt stattdessen die Chūō-Sōbu-Linie. Außerdem werden U-Bahn-Züge der Tōzai-Linie über Nakano hinaus über die Chuo-Sobu-Linie nach Mitaka durchgebunden. Überregionale Schnellzüge halten nur in den Bahnhöfen Shinjuku, Tachikawa und Hachiōji.
Nachfolgend eine Übersicht der angebotenen Zugtypen:
■ Kaisoku (快速, engl. Rapid) 

Diese Eilzüge sind die häufigsten. Nach dem Bahnhof Tokio halten sie zunächst nur in Kanda, Ochanomizu, Yotsuya und Shinjuku, dann ab Nakano an allen Bahnhöfen. An Wochenenden und Feiertagen werden einzelne Bahnhöfe übersprungen. Die westliche Endstation ist in den meisten Fällen entweder Takao oder Ōtsuki. Mehrere Züge pro Stunde werden auf die Ōme-Linie nach Ōme, einzelne auch bis Oku-Tama, auf die Itsukaichi-Linie nach Musashi-Itsukaichi, die Hachikō-Linie nach Komagawa oder die Fujikyūkō-Linie nach Kawaguchiko geleitet.
■ Chūō tokkai (中央特快, engl. Chūō Special Rapid) 

Verkehren während der Nebenverkehrszeit und am Wochenende, zwischen Tokio und Nakano mit Halt an denselben Bahnhöfen wie die Kaisoku. Halten nach Nakano nur in Mitaka, Kokubunji und Tachikawa, westlich davon an allen Bahnhöfen bis zum Endbahnhof.
■ Ōme tokkai (青梅特快, engl. Ōme Special Rapid) 

Bis Tachikawa wie die Chūō tokkai, danach mit Halt an allen Bahnhöfen an der Ōme-Linie bis nach Ōme.
■ Tsūkin kaisoku (通勤快速, engl. Commuter Rapid) 

Die „Pendler-Schnellzüge“ verkehren abends an Werktagen und halten an denselben Bahnhöfen wie die Chūō tokkai und Ōme tokkai sowie zusätzlich in Ogikubo und Kichijōji. Die westliche Endstation ist üblicherweise Takao, einzelne Züge verkehren jedoch weiter nach Ōtsuki, Kawaguchiko oder Ōme (ab Tachikawa mit Halt an allen Bahnhöfen).
■ Tsūkin tokkai (通勤特快, engl. Commuter Special Rapid) 

Die „Pendler-Sonderschnellzüge“ verkehren nur an Werktagen in Richtung Tokio. Einer fährt ab Takao, je zwei fahren ab Ōtsuki und Ōme. Nach Takao halten sie nur in Hachiōji, Tachikawa, Kokubunji, Shinjuku, Yotsuya, Ochanomizu und Kanda.
Der Musashino (むさしの) ist ein Nahverkehrszug mit Halt an allen Bahnhöfen; er verkehrt zunächst von Hachiōji nach Kunitachi, erreicht über eine Güterzweigstrecke die Musashino-Linie und befährt diese bis Ōmiya.
Die Horidē kaisoku (ホリデー快速, engl. Holiday Express) sind Ausflugszüge an Wochenenden und Feiertagen, die von Tokio aus mit wenigen Halten nach Oku-Tama bzw. Musashi-Itsukaichi verkehren.

## Chronologie wichtiger Ereignisse
(allgemeine Geschichte siehe Hauptartikel)
- 11. April 1889: Eröffnung der Strecke Shinjuku – Tachikawa durch die private Bahngesellschaft Kōbu Tetsudō
- 11. August 1889: Eröffnung der Strecke Tachikawa – Hachiōji (Kōbu Tetsudō)
- 9. Oktober 1894: Eröffnung der Strecke Shinjuku – Iidabashi (Kōbu Tetsudō)
- 3. April 1895: Eröffnung der Strecke Iidabashi – Iidamachi (Kōbu Tetsudō)
- 30. Dezember 1895: zweites Gleis zwischen Iidamachi und Shinjuku
- 1. August 1901: Eröffnung der Strecke Hachiōji – Takao – Uenohara durch die staatliche Eisenbahnverwaltung
- 21. August 1904: Elektrifizierung der Strecke zwischen Iidamachi und Nakano
- 31. Dezember 1904: Eröffnung der elektrifizierten Strecke Iidamachi – Ochanomizu (Kōbu Tetsudō)
- April 1906: zweites Gleis zwischen Shinjuku und Ōkubo
- September 1906: zweites Gleis zwischen Ōkubo und Nakano
- 1. Oktober 1906: Verstaatlichung der Kōbu Tetsudō
- 19. April 1908: Eröffnung der elektrifizierten Strecke Ochanomizu – Shōheibashi
- 16. März 1910: zweites Gleis zwischen Nakano und Kichijōji
- 1. April 1912: Eröffnung der elektrifizierten Strecke Shōheibashi – Manseibashi
- 13. September 1912: Inbetriebnahme der temporären Zweigstrecke Sendagaya – Aoyama anlässlich der Trauerfeierlichkeiten für Kaiser Meiji, am 15. September stillgelegt
- 3. März 1916: Eröffnung der 3,7 km langen Zweigstrecke zwischen der Signalstation Tamagawara und dem Güterbahnhof Tamagawara
- 25. Januar 1919: Elektrifizierung der Strecke zwischen Nakano und Kichijōji
- 1. März 1919: Eröffnung der elektrifizierten Strecke Manseibashi – Tokio
- 20. November 1922: Elektrifizierung der Strecke zwischen Kichijōji und Kokubunji
- 2. April 1925: viergleisiger Ausbau der Strecke Yoyogi – Shinjuku
- 7. Februar 1927: Inbetriebnahme der temporären Zweigstrecke Shinjuku – Shinjuku-Gyoen anlässlich der Trauerfeierlichkeiten für Kaiser Taishō, am 9. Februar stillgelegt
- 1. Mai 1927: viergleisiger Ausbau der Strecke Shinanomachi – Yoyogi
- 1. Mai 1928: viergleisiger Ausbau der Strecke Shinjuku – Nakano
- 15. Oktober 1928: zweites Gleis zwischen Nakano und Kunitachi
- 1. März 1929: zweites Gleis zwischen Kunitachi und Tachikawa
- 10. März 1929: Elektrifizierung der Strecke zwischen Kokubunji und Kunitachi
- 15. April 1929: viergleisiger Ausbau der Strecke Iidamachi – Shinanomachi
- 16. Juni 1929: Elektrifizierung der Strecke zwischen Kunitachi und Tachikawa
- 20. Dezember 1930: Elektrifizierung der Strecke zwischen Tachikawa und Takao
- 1. Juli 1932: Einführung der Chūō-Sōbu-Linie
- August 1933: viergleisiger Ausbau der Strecke Ochanomizu – Iidamachi
- 15. September 1933: betriebliche Entflechtung des Lokal- und Schnellverkehrs zwischen Ochanomizu und Nakano
- 1. Juni 1937: zweites Gleis zwischen Tachikawa und Toyoda
- 31. März 1939: zweites Gleis zwischen Toyoda und Takao
- 1. Juli 1946: Stilllegung der Zweigstrecke zwischen der Signalstation Tamagawara und dem Güterbahnhof Tamagawara
- 14. April 1951: Eröffnung der 3,2 km langen Zweigstrecke von Mitaka nach Musashino-Kyōgijō-mae (Erschließung des temporären Baseballstadions)
- 1. November 1959: Stilllegung der Zweigstrecke von Mitaka nach Musashino-Kyōgijō-mae
- 28. April 1966: viergleisiger Ausbau der Strecke Nakano – Ogikubo
- 6. April 1969: viergleisiger Ausbau der Strecke Ogikubo – Mitaka
- 1. April 1987: Privatisierung der Staatsbahn und Übernahme durch JR East
- 14. Dezember 1996: Einführung des automatisierten Bahnbetriebssystems ATOS (Autonomous decentralized Transport Operation control System)

## Zukunft
Aktuell wird die Chūō-Schnellbahnlinie für Züge mit Erstklasswagen (in Japan Green Class genannt) ausgebaut. Dazu werden die bisherigen Züge der Baureihe E233-0 von zehn auf zwölf Wagen verlängert. Alle Bahnsteige zwischen Tokio und Ōtsuki müssen ebenfalls verlängert werden. Auch die Ōme-Linie bis und mit Ōme wird entsprechend ausgebaut. Insgesamt werden 44 Bahnhöfe angepasst. Parallel dazu werden für 58 Züge je zwei neue Erstklasswagen produziert. Von den bisher auf anderen Linien eingesetzten Wagen unterscheiden sie sich durch breitere Einstiegstüren, um den Fahrgastfluss zu beschleunigen. Parallel dazu werden in den aktuellen Zügen behindertengerechte Toiletten in Wagen 4 eingebaut. Die Einführung der neuen Züge wurde mehrfach verschoben, aktuell ist sie im März 2025 vorgesehen. Bereits eingebaute Toiletten können seit dem Fahrplanwechsel im März 2020 benutzt werden.

## Liste der Bahnhöfe

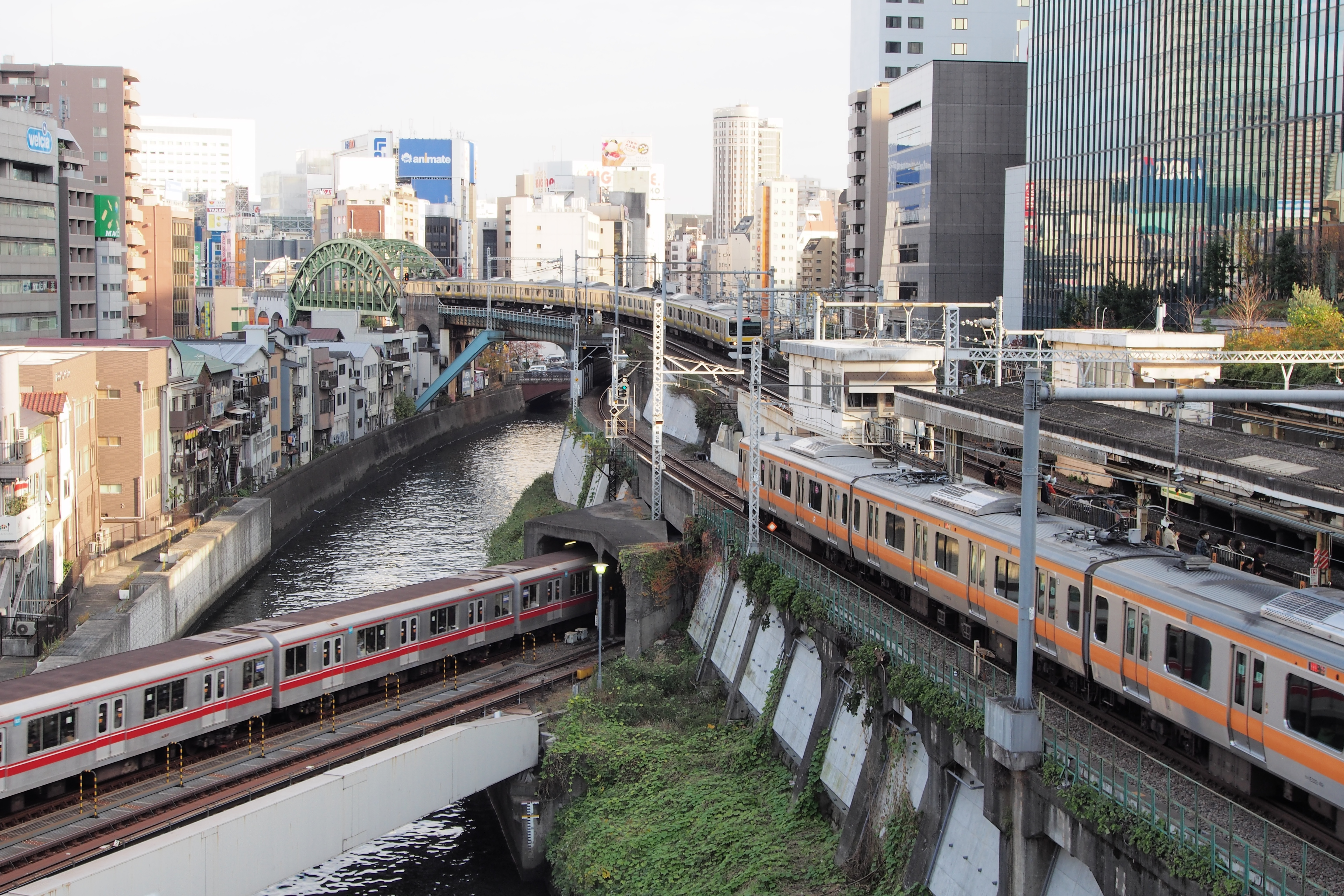
Überwerfungsbauwerk beim Bahnhof Ochanomizu

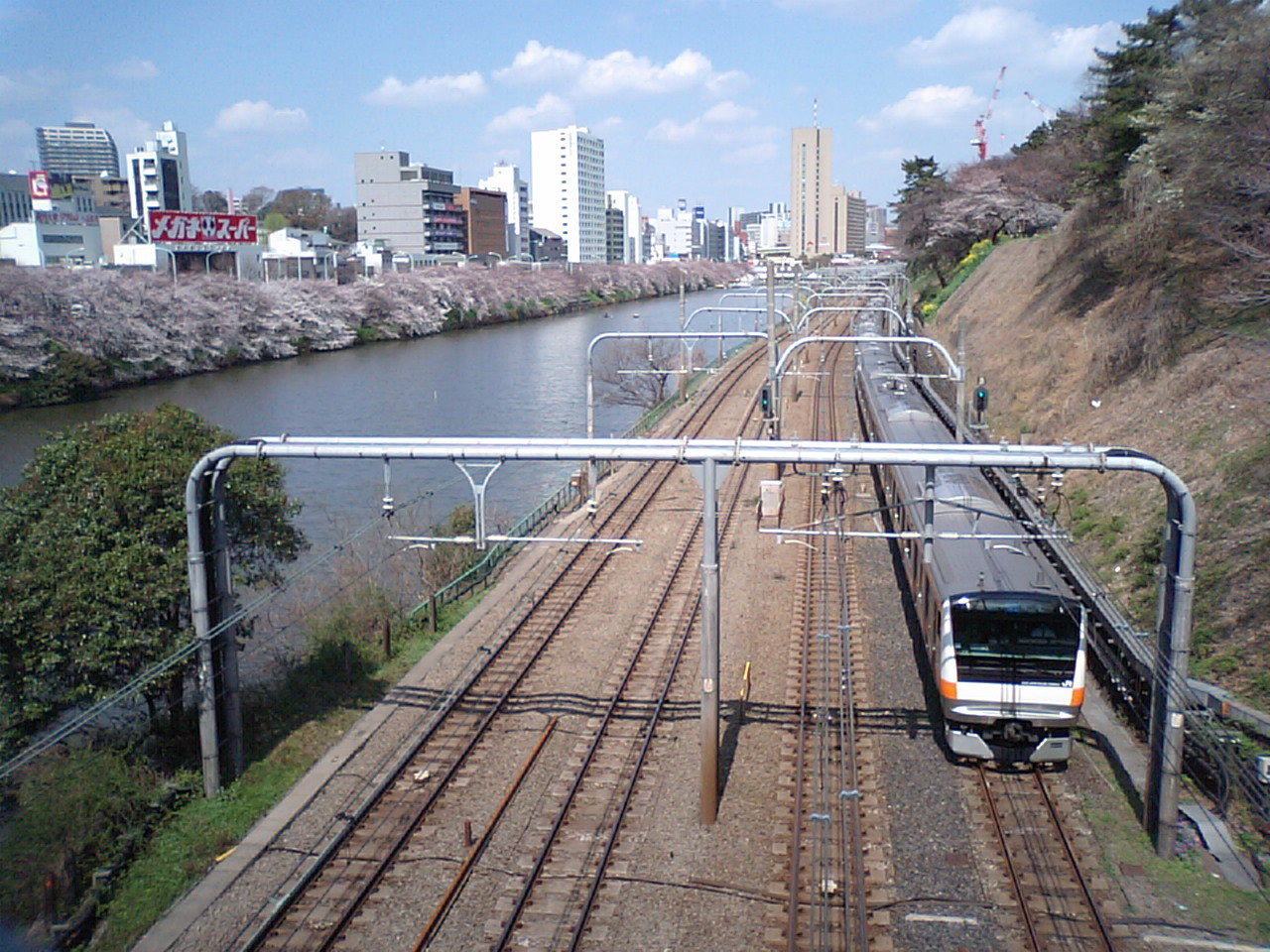
Am Sotobori; die rechte Doppelspur gehört zur Chūō-Schnellbahnlinie, die linke zur Chūō-Sōbu-Linie

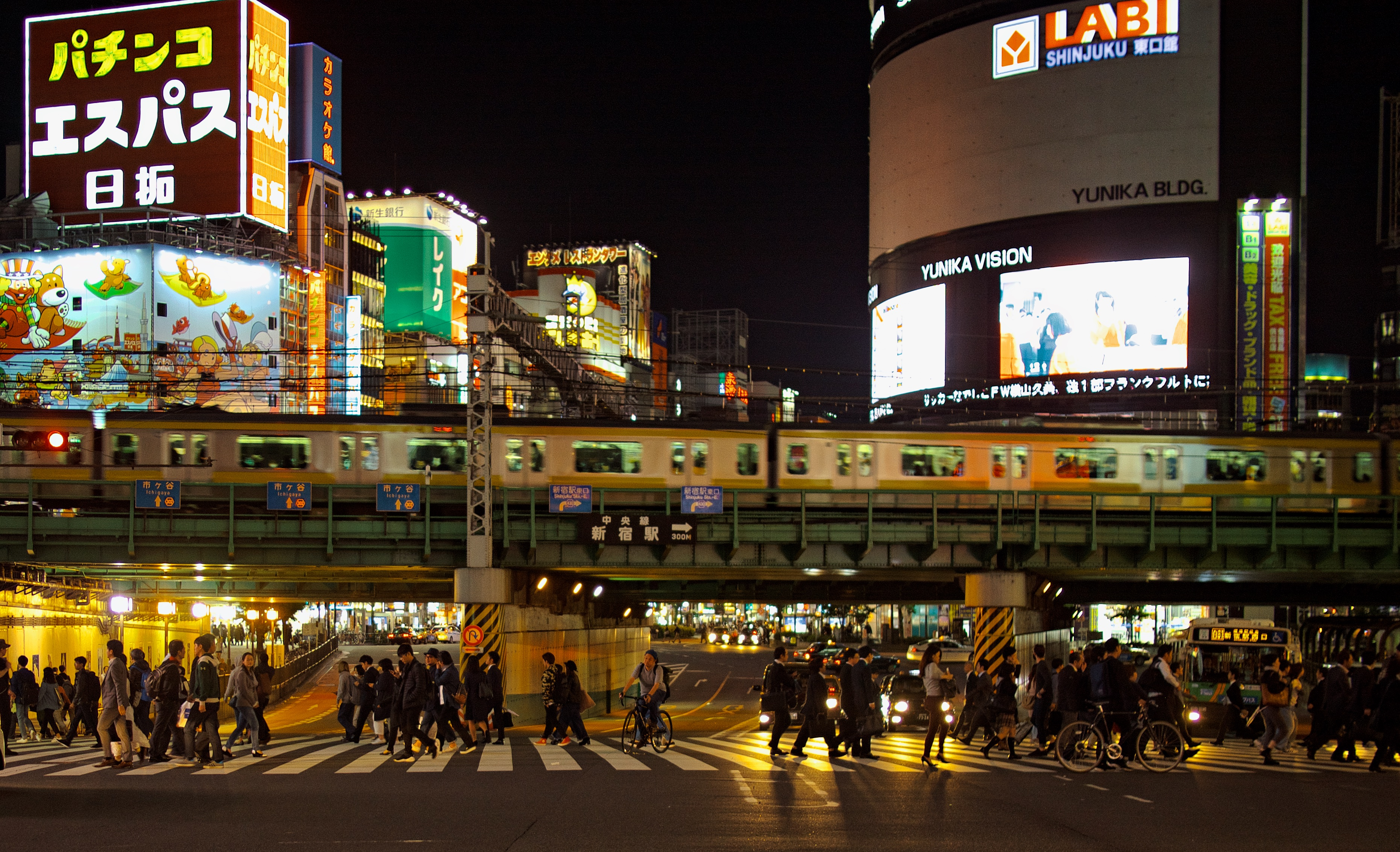
Viadukt bei Shinjuku

Ka = Kaisoku (Rapid); Tk = Tsūkin-kaisoku (Commuter Rapid); Ct = Chūō-tokkai (Chūō Special Rapid); Ōme-tokkai (Ōme Special Rapid); Tsūkin-tokkai (Commuter Special Rapid); Mu = Musashino 

● = alle Züge halten an diesem Bahnhof; ○ = Züge halten nur an Werktagen 

↑M = Überleitung zur Musashino-Linie; ↓O = Überleitung zur Ōme-Linie
| Name | Name                         | km   | Ka | Tk | Ct | Ot | Tt | Mu | Anschlusslinien | Lage   | Ort             |
| ---- | ---------------------------- | ---- | -- | -- | -- | -- | -- | -- | --- | ------ | --------------- |
| JC01 | Tokio (東京)                 | 00,0 | ●  | ●  | ●  | ●  | ●  |    | Tōkaidō-Shinkansen Tōhoku-Shinkansen Jōetsu-Shinkansen Hokuriku-Shinkansen Tōkaidō-Hauptlinie Ueno-Tokio-Linie Keihin-Tōhoku-Linie Yamanote-Linie Yokosuka-Linie Sōbu-Hauptlinie (Sōbu-Schnellbahnlinie) Keiyō-Linie U-Bahn Tokio: Marunouchi-Linie | Koord. | Chiyoda, Tokio  |
| JC02 | Kanda (神田)                 | 01,3 | ●  | ●  | ●  | ●  | ●  |    | Keihin-Tōhoku-Linie U-Bahn Tokio: Ginza-Linie | Koord. | Chiyoda, Tokio  |
| JC03 | Ochanomizu (御茶ノ水)        | 02,6 | ●  | ●  | ●  | ●  | ●  |    | Chūō-Sōbu-Linie U-Bahn Tokio: Marunouchi-Linie im U-Bhf. Shin-Ochanomizu: Chiyoda-Linie | Koord. | Chiyoda, Tokio  |
| JC04 | Yotsuya (四ツ谷)             | 06,6 | ●  | ●  | ●  | ●  | ●  |    | Chūō-Sōbu-Linie U-Bahn Tokio: Marunouchi-Linie, Namboku-Linie | Koord. | Shinjuku, Tokio |
| JC05 | Shinjuku (新宿)              | 10,3 | ●  | ●  | ●  | ●  | ●  |    | Chūō-Sōbu-Linie Yamanote-Linie Saikyō-Linie Shōnan-Shinjuku-Linie Odakyū Odawara-Linie Keiō-Linie, Neue Keiō-Linie U-Bahn Tokio: Marunouchi-Linie, Shinjuku-Linie, Ōedo-Linie im Bhf. Seibu-Shinjuku: Seibu Shinjuku-Linie                          | Koord. | Shinjuku, Tokio |
| JC06 | Nakano (中野)                | 14,7 | ●  | ●  | ●  | ●  | ǀ  |    | U-Bahn Tokio: Tōzai-Linie | Koord. | Nakano, Tokio   |
| JC07 | Kōenji (高円寺)              | 16,1 | ○  | ǀ  | ǀ  | ǀ  | ǀ  |    | | Koord. | Suginami, Tokio |
| JC08 | Asagaya (阿佐ケ谷)           | 17,3 | ○  | ǀ  | ǀ  | ǀ  | ǀ  |    | | Koord. | Suginami, Tokio |
| JC09 | Ogikubo (荻窪)               | 18,7 | ●  | ●  | ǀ  | ǀ  | ǀ  |    | U-Bahn Tokio: Marunouchi-Linie | Koord. | Suginami, Tokio |
| JC10 | Nishi-Ogikubo (西荻窪)       | 20,6 | ○  | ǀ  | ǀ  | ǀ  | ǀ  |    | | Koord. | Suginami, Tokio |
| JC11 | Kichijōji (吉祥寺)           | 22,5 | ●  | ●  | ǀ  | ǀ  | ǀ  |    | Keiō Inokashira-Linie | Koord. | Musashino       |
| JC12 | Mitaka (三鷹)                | 24,1 | ●  | ●  | ●  | ●  | ǀ  |    | | Koord. | Mitaka          |
| JC13 | Musashi-Sakai (武蔵境)       | 25,7 | ●  | ǀ  | ǀ  | ǀ  | ǀ  |    | Seibu Tamagawa-Linie | Koord. | Musashino       |
| JC14 | Higashi-Koganei (東小金井)   | 27,4 | ●  | ǀ  | ǀ  | ǀ  | ǀ  |    | | Koord. | Koganei         |
| JC15 | Musashi-Koganei (武蔵小金井) | 29,1 | ●  | ǀ  | ǀ  | ǀ  | ǀ  |    | | Koord. | Koganei         |
| JC16 | Kokubunji (国分寺)           | 31,4 | ●  | ●  | ●  | ●  | ●  |    | Seibu Kokubunji-Linie Seibu Tamako-Linie | Koord. | Kokubunji       |
| JC17 | Nishi-Kokubunji (西国分寺)   | 32,8 | ●  | ǀ  | ǀ  | ǀ  | ǀ  | ↑M | Musashino-Linie | Koord. | Kokubunji       |
| JC18 | Kunitachi (国立)             | 34,5 | ●  | ǀ  | ǀ  | ǀ  | ǀ  | ●  | | Koord. | Kunitachi       |
| JC19 | Tachikawa (立川)             | 37,5 | ●  | ●  | ●  | ●  | ●  | ●  | Ōme-Linie Nambu-Linie Einschienenbahn Tama | Koord. | Tachikawa       |
| JC20 | Hino (日野)                  | 40,8 | ●  | ●  | ●  | ↓O | ǀ  | ●  | | Koord. | Hino            |
| JC21 | Toyoda (豊田)                | 43,1 | ●  | ●  | ●  |    | ǀ  | ●  | | Koord. | Hino            |
| JC22 | Hachiōji (八王子)            | 47,4 | ●  | ●  | ●  |    | ●  | ●  | Yokohama-Linie Hachikō-Linie im Bhf. Keiō-Hachiōji: Keiō-Linie | Koord. | Hachiōji        |
| JC23 | Nishi-Hachiōji (西八王子)    | 49,8 | ●  | ●  | ●  |    | ●  |    | | Koord. | Hachiōji        |
| JC24 | Takao (高尾)                 | 53,1 | ●  | ●  | ●  |    | ●  |    | Chūō-Hauptlinie Keiō Takao-Linie | Koord. | Hachiōji        |

## Suizide

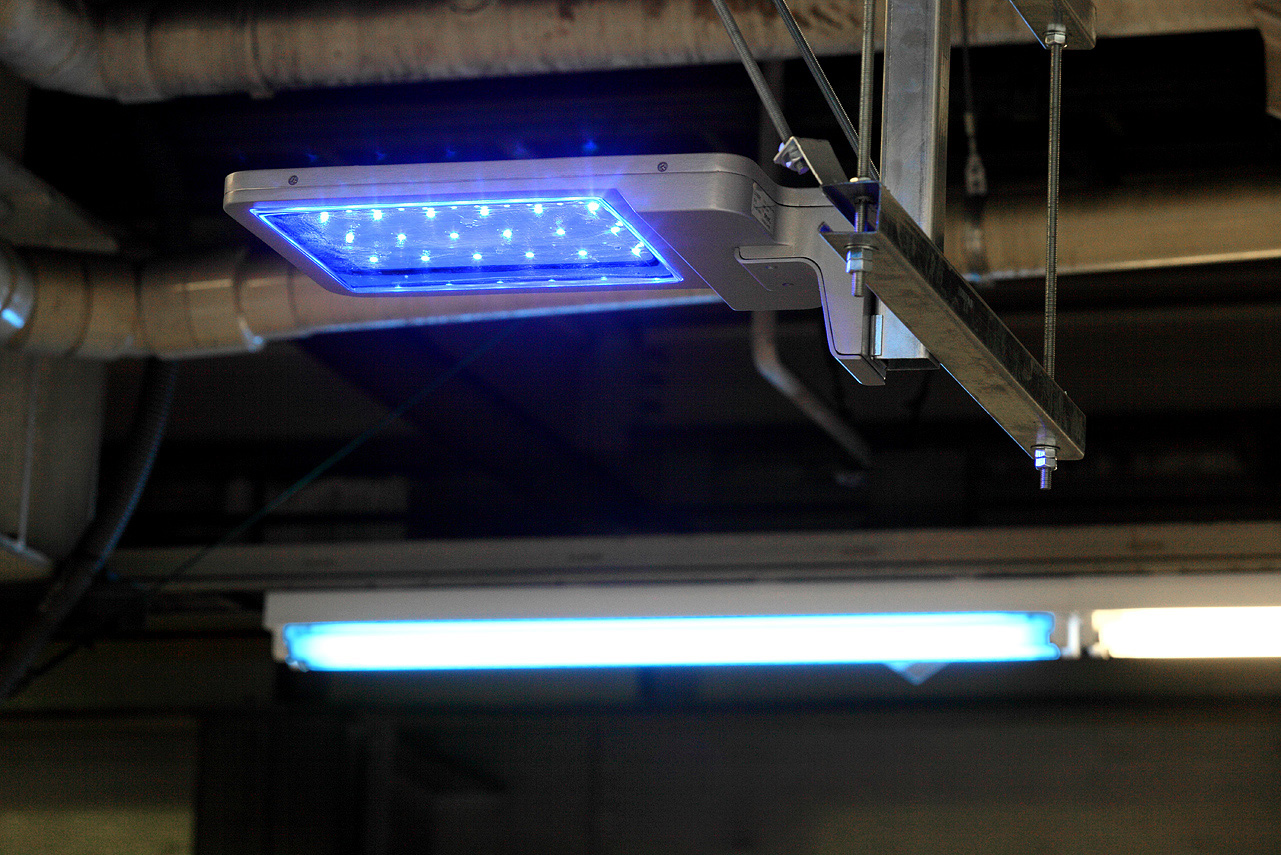
Blaue LED-Leuchten für die Suizidprävention

Die Chūō-Schnellbahnlinie hat den Ruf einer „Selbstmörder-Linie“, auch wenn Statistiken dazu unter Verschluss gehalten werden. Menschen werfen sich vor heranfahrende Züge und verursachen dadurch massive Betriebsstörungen. Aufgrund der als gehäuft empfundenen Anzahl von Vorkommnissen in den Jahren 1997 und 1998 zog das Phänomen die Aufmerksamkeit der Massenmedien auf sich. Es gibt verschiedene Theorien über die Häufung von Suiziden entlang dieser Bahnstrecke, doch wird der Nachahmereffekt aufgrund der vermehrten Berichterstattung als eine der Ursachen angesehen. Unterbrechungen des Zugverkehrs aufgrund von Unfällen mit Personenschaden sind daher nicht selten. JR East hat verschiedene Gegenmaßnahmen getroffen. Dazu gehörten der Bau von Zäunen an den Bahnsteigenden und das Ausleuchten dunkler Winkel. Ebenso wurden im Jahr 2009 blaue LED-Leuchten installiert, die eine beruhigende Wirkung haben sollen.